# Marion Leonard
Marion Leonard (9 de junho de 1881 – 9 de janeiro de 1956) foi uma atriz de cinema e teatro norte-americana, que se tornou uma das primeiras celebridades de cinema, nos primeiros anos da era silenciosa.

## Filmografia selecionada
| Ano  | Filmes                             | Personagem       |
| ---- | ---------------------------------- | ---------------- |
| 1909 | The Gibson Goddess                 | Nanette Ranfrea  |
| 1909 | The Prussian Spy                   | Lady Florence    |
| 1909 | The Golden Louis                   | Reveler          |
| 1909 | A Fool's Revenge                   | The Daughter     |
| 1909 | A Rude Hostess                     | Mrs. Leffingwell |
| 1909 | The Roue's Heart                   | Sculptress       |
| 1909 | And a Little Child Shall Lead Them | The Mother       |
| 1909 | Leather Stocking                   | Colonel's Nieces |
| 1909 | A Burglar's Mistake                | Mrs. Newman      |
| 1909 | A Trap for Santa                   | Helen Rogers     |
| 1909 | Pippa Passes                       | Ottima           |
| 1909 | Two Memories                       | Marion Francis   |
| 1909 | Nursing a Viper                    | The Wife         |
| 1913 | Carmen                             | Carmen           |
| 1914 | The Awakening of Donna Isolla      |                  |

- The Gibson Goddess (1909)